# Mistrzostwa Świata w Piłce Nożnej 1994 (eliminacje strefy UEFA)/Grupa C
W Grupie C eliminacji do piłkarskich Mistrzostw świata 1994 udział wzięły następujące zespoły:
- Irlandia
- Litwa
- Albania
- Irlandia Północna
- Hiszpania
- Łotwa
- Dania.

Awans wywalczyły dwie najlepsze drużyny.

## Tabela
| Lp | Drużyna           | Mecze | Z | R | P | Br+ | Br- | Różn. | Pkt |
| -- | ----------------- | ----- | - | - | - | --- | --- | ----- | --- |
| 1  | Hiszpania         | 12    | 8 | 3 | 1 | 27  | 4   | +23   | 19  |
| 2  | Irlandia          | 12    | 7 | 4 | 1 | 19  | 6   | +13   | 18  |
| 3  | Dania             | 12    | 7 | 4 | 1 | 15  | 2   | +13   | 18  |
| 4  | Irlandia Północna | 12    | 5 | 3 | 4 | 14  | 13  | +1    | 13  |
| 5  | Litwa             | 12    | 2 | 3 | 7 | 8   | 21  | -13   | 7   |
| 6  | Łotwa             | 12    | 0 | 5 | 7 | 4   | 21  | -17   | 5   |
| 7  | Albania           | 12    | 1 | 2 | 9 | 6   | 26  | -20   | 4   |

|                   | Irlandia | Litwa | Albania | Irlandia Północna | Hiszpania | Łotwa | Dania |
| Irlandia          |          | 2-0   | 2-0     | 3-0               | 1-3       | 4-0   | 1-1   |
| Litwa             | 0-1      |       | 3-1     | 0-1               | 0-2       | 1-1   | 0-0   |
| Albania           | 1-2      | 1-0   |         | 1-2               | 1-5       | 1-1   | 0-1   |
| Irlandia Północna | 1-1      | 2-2   | 3-0     |                   | 0-0       | 2-0   | 0-1   |
| Hiszpania         | 0-0      | 5-0   | 3-0     | 3-1               |           | 5-0   | 3-0   |
| Łotwa             | 0-2      | 1-2   | 0-0     | 1-2               | 0-0       |       | 0-0   |
| Dania             | 0-0      | 4-0   | 4-0     | 1-0               | 1-0       | 2-0   |       |

- Awans z grupy C wywalczyły Hiszpania  i Irlandia

## Mecze
| 22 kwietnia 1992 | Hiszpania · Míchel 2', 66' (k.) · Hierro 87' | 3:01:0 | Albania | Estadio Manuel Ruiz de Lopera, Sevilla Widzów: 10000 Sędzia: Swerge Muhmenthaler |
|                  |                                              |        |         |                                                                                  |

| 28 kwietnia 1992 | Irlandia Północna · Wilson 13' · Taggart 16' | 2:22:1 | Litwa · Narbekovas 41' · Fridrikas 48' | Windsor Park, Belfast Widzów: 4500 Sędzia: Rune Pedersen |
|                  |                                              |        |                                        |                                                          |

| 26 maja 1992 | Irlandia · Aldridge 60' · McGrath 80' | 2:00:0 | Albania | Lansdowne Road, Dublin Widzów: 29729 Sędzia: Jaap Uilenberg |
|              |                                       |        |         |                                                             |

| 3 czerwca 1992 | Albania · Abazi 77' | 1:00:0 | Litwa | Stadiumi Qemal Stafa, Tirana Widzów: 12000 Sędzia: Octavian Streng |
|                |                     |        |       |                                                                    |

| 12 sierpnia 1992 | Łotwa · Linards 15' | 1:21:0 | Litwa · Poderis 66' · Tereskinas 85' | Daugavas stadions, Ryga Widzów: 6897 Sędzia: Jozef Marko |
|                  |                     |        |                                      |                                                          |

| 26 sierpnia 1992 | Łotwa | 0:0 | Dania | Daugavas stadions, Ryga Widzów: 8124 Sędzia: Alfred Wieser |
|                  |       |     |       |                                                            |

| 9 września 1992 | Irlandia · Sheedy 30' · Aldridge 59', 82' (k.), 86' | 4:01:0 | Łotwa | Lansdowne Road, Dublin Widzów: 32000 Sędzia: Anders Frisk |
|                 |                                                     |        |       |                                                           |

| 9 września 1992 | Irlandia Północna · Clarke 14' · Wilson 31' · Magilton 44' | 3:0 | Albania | Windsor Park, Belfast Widzów: 4756 Sędzia: Marnix Sandra |
|                 |                                                            |     |         |                                                          |

| 23 września 1992 | Łotwa | 0:0 | Hiszpania | Daugavas stadions, Ryga Widzów: 6220 Sędzia: Roger Philippi |
|                  |       |     |           |                                                             |

| 23 września 1992 | Litwa | 0:0 | Dania | Stadionas Žalgiris, Wilno Widzów: 10500 Sędzia: Lube Spasow |
|                  |       |     |       |                                                             |

| 14 października 1992 | Dania | 0:0 | Irlandia | Parken, Kopenhaga Widzów: 40100 Sędzia: Ryszard Wójcik |
|                      |       |     |          |                                                        |

| 14 października 1992 | Irlandia Północna | 0:0 | Hiszpania | Windsor Park, Belfast Widzów: 10343 Sędzia: Helmut Krug |
|                      |                   |     |           |                                                         |

| 28 października 1992 | Litwa · Fridrikas 85' | 1:11:0 | Łotwa · Linards 44' | Stadionas Žalgiris, Wilno Widzów: 3000 Sędzia: Andrew Waddell |
|                      |                       |        |                     |                                                               |

| 11 listopada 1992 | Albania · Kepa 67' | 1:10:1 | Łotwa · Aleksejenko 3' | Stadiumi Qemal Stafa, Tirana Widzów: 3500 Sędzia: Gerhard Kapl |
|                   |                    |        |                        |                                                                |

| 18 listopada 1992 | Irlandia Północna | 0:10:0 | Dania · H. Larsen 51' | Windsor Park, Belfast Widzów: 11000 Sędzia: Sándor Puhl |
|                   |                   |        |                       |                                                         |

| 18 listopada 1992 | Hiszpania | 0:0 | Irlandia | Estadio Ramón Sánchez Pizjuán, Sevilla Widzów: 50000 Sędzia: Alphonse Costantin |
|                   |           |     |          |                                                                                 |

| 16 grudnia 1992 | Hiszpania · Bakero 49' · Guardiola 51' · Alfonso 80' · Beguiristain 82', 83' | 5:00:0 | Łotwa | Estadio Ramón Sánchez Pizjuán, Sevilla Widzów: 17000 Sędzia: Ion Crăciunescu |
|                 |                                                                              |        |       |                                                                              |

| 17 lutego 1993 | Albania · Rrakli 90' | 1:20:2 | Irlandia Północna · Magilton 15' · McDonald 41' | Stadiumi Qemal Stafa, Tirana Widzów: 17000 Sędzia: Veselin Bogdanov |
|                |                      |        |                                                 |                                                                     |

| 24 lutego 1993 | Hiszpania · Cristóbal 5' · Bakero 12' · Beguiristáin 17' · Christiansen 86' · Aldana 90' | 5:03:0 | Litwa | Estadio Ramón Sánchez Pizjuán, Sevilla Widzów: 21000 Sędzia: Alfred Micallef |
|                |                                                                                          |        |       |                                                                              |

| 31 marca 1993 | Dania · Povlsen 20' | 1:0 | Hiszpania | Parken, Kopenhaga Widzów: 40272 Sędzia: Mario Van der Ende |
|               |                     |     |           |                                                            |

| 31 marca 1993 | Irlandia · Townsend 20' · Quinn 22' · Staunton 28' | 3:0 | Irlandia Północna | Lansdowne Road, Dublin Widzów: 33000 Sędzia: Kut Röthlisberger |
|               |                                                    |     |                   |                                                                |

| 14 kwietnia 1993 | Dania · Vilfort 23' · Strudal 76' | 2:01:0 | Łotwa | Parken, Kopenhaga Widzów: 29088 Sędzia: Rune Pedersen (Norway) |
|                  |                                   |        |       |                                                                |

| 14 kwietnia 1993 | Litwa · Baltušnikas 20' · Sukristovas 25' · Baranauskas 63' | 3:12:0 | Albania · Demollari 86' | Stadionas Žalgiris, Wilno Widzów: 7500 Sędzia: Eyjólfur Olafsson |
|                  |                                                             |        |                         |                                                                  |

| 28 kwietnia 1993 | Irlandia · Quinn 75' | 1:10:1 | Dania · Vilfort 27' | Lansdowne Road, Dublin Widzów: 33000 Sędzia: Rémi Harrel |
|                  |                      |        |                     |                                                          |

| 28 kwietnia 1993 | Hiszpania · J. Salinas 21', 26' · Hierro 41' | 3:1 | Irlandia Północna · Wilson 11' | Estadio Ramón Sánchez Pizjuán, Sevilla Widzów: 20000 Sędzia: Leif Sundell |
|                  |                                              |     |                                |                                                                           |

| 15 maja 1993 | Łotwa | 0:0 | Albania | Daugavas stadions, Ryga Widzów: 3100 Sędzia: Allan Howells |
|              |       |     |         |                                                            |

| 25 maja 1993 | Litwa | 0:1 | Irlandia Północna · Dowie 8' | Stadionas Žalgiris, Wilno Widzów: 6500 Sędzia: Esa Antero Palsi |
|              |       |     |                              |                                                                 |

| 26 maja 1993 | Albania · Kushta 8' | 1:21:1 | Irlandia · Staunton 12' · Cascarino 77' | Stadiumi Qemal Stafa, Tirana Widzów: 15000 Sędzia: Walter Cinciripini |
|              |                     |        |                                         |                                                                       |

| 2 czerwca 1993 | Dania · J. Jensen 11' · Pingel 20', 40' · Möller 28' | 4:0 | Albania | Parken, Kopenhaga Widzów: 35503 Sędzia: Gerd Grabber |
|                |                                                      |     |         |                                                      |

| 2 czerwca 1993 | Łotwa · Linards 55' | 1:20:2 | Irlandia Północna · Magilton 4' · Taggart 15' | Daugavas stadions, Ryga Widzów: 2674 Sędzia: Piotr Werner |
|                |                     |        |                                               |                                                           |

| 2 czerwca 1993 | Litwa | 0:20:0 | Hiszpania · Guerrero 73', 77' | Stadionas Žalgiris, Wilno Widzów: 4500 Sędzia: George Ionescu |
|                |       |        |                               |                                                               |

| 9 czerwca 1993 | Łotwa | 0:2 | Irlandia · Aldridge 14' · McGrath 42' | Daugavas stadions, Ryga Widzów: 5113 Sędzia: Dick Jol |
|                |       |     |                                       |                                                       |

| 16 czerwca 1993 | Litwa | 0:1 | Irlandia · Staunton 38' | Stadionas Žalgiris, Wilno Widzów: 6000 Sędzia: Roger Philippi |
|                 |       |     |                         |                                                               |

| 25 sierpnia 1993 | Dania · L. Olsen 13' · Pingel 44' · B. Laudrup 64' · Vilfort 71' | 4:02:0 | Litwa | Parken, Kopenhaga Widzów: 40282 Sędzia: Bragi Bergmann |
|                  |                                                                  |        |       |                                                        |

| 8 września 1993 | Albania | 0:1 | Dania · Pingel 63' | Stadiumi Qemal Stafa, Tirana Widzów: 8000 Sędzia: Loizus Loizou |
|                 |         |     |                    |                                                                 |

| 8 września 1993 | Irlandia · Aldridge 4' · Kernaghan 25' | 2:0 | Litwa | Lansdowne Road, Dublin Widzów: 33000 Sędzia: Rune Pedersen |
|                 |                                        |     |       |                                                            |

| 8 września 1993 | Irlandia Północna · Quinn 35' · Gray 80' | 2:01:0 | Łotwa | Windsor Park, Belfast Widzów: 6400 Sędzia: João Martins Pinto Correia |
|                 |                                          |        |       |                                                                       |

| 22 września 1993 | Albania · Kushta 40' | 1:51:2 | Hiszpania · J. Salinas 4', 30', 58' · Muñoz 18' · Caminero 67' | Stadiumi Qemal Stafa, Tirana Widzów: 8000 Sędzia: Rémi Harrel |
|                  |                      |        |                                                                |                                                               |

| 13 października 1993 | Dania · B. Laurdup 83' | 1:00:0 | Irlandia Północna | Parken, Kopenhaga Widzów: 40242 Sędzia: Vadim Zhuk |
|                      |                        |        |                   |                                                    |

| 13 października 1993 | Irlandia · Sheridan 72' | 1:30:3 | Hiszpania · Caminero 11' · J. Salinas 14', 26' | Lansdowne Road, Dublin Widzów: 50000 Sędzia: Fabio Baldas |
|                      |                         |        |                                                |                                                           |

| 17 listopada 1993 | Irlandia Północna · Quinn 74' | 1:10:0 | Irlandia · McLoughlin 78' | Windsor Park, Belfast Widzów: 10500 Sędzia: Ahmet Çakar |
|                   |                               |        |                           |                                                         |

| 17 listopada 1993 | Hiszpania · Hierro 63' | 1:00:0 | Dania | Estadio Ramón Sánchez Pizjuán, Sevilla Widzów: 38000 Sędzia: Vassilios Nikakis |
|                   |                        |        |       |                                                                                |